# Богдан Т701.15
Богдан Т701.15 — модификация троллейбуса, созданная специально для предприятия Крымтролейбус, выпускалась в 2010-2011 годах Луцким автомобильным заводом (ЛуАЗ). Особенность данной модификации — блокировка средней двери. К концу 2011 года был выпущен 31 троллейбус. Из них 30 эксплуатирует предприятие Крымтроллейбус, а один в 2010 году был отправлен на испытания в чешский город Острава.

## Описание
Модель «Богдан Т70115» представляет собой двенадцатиметровый городской низкопольный троллейбус с несущим кузовом вагонного типа. Приводится в движение асинхронным электродвигателем переменного тока чешского производства Pragoimex TAM 1050C6 мощностью 175 кВт через систему управления Cegelec Europulse. Подвеска пневматическая: передних колёс — независимая, задних — зависимая.